# Championnat du Japon de football 2001
Navigation
J1 League 2000 J1 League 2002
Le Championnat du Japon de football 2001 est la 36e édition de la première division japonaise et la 9e édition de la J.League. Le championnat a débuté le 10 mars 2001 et s'est achevé le 9 décembre 2001. 
Les deux derniers du championnat sont relégués et les deux premiers de J. League 2 promus.

## Les clubs participants
Les 14 de la J League 2000 et les deux premiers de la J2 League 2000 participent à la compétition.
| Club                 | Dernière montée | Ville     | Classement 2000 | Entraîneur          | Depuis | Stade                            | Capacité | Nombre de saisons |
| -------------------- | --------------- | --------- | --------------- | ------------------- | ------ | -------------------------------- | -------- | ----------------- |
| Kashiwa Reysol       | 1995            | Kashiwa   | 1er             | Steve Perryman      | 2001   | Hitachi Kashiwa Stadium          | 15 349   | 7                 |
| Júbilo Iwata         | 1994            | Iwata     | 2e              | Masakazu Suzuki     | 2000   | Stade Yamaha                     | 16 893   | 8                 |
| Kashima Antlers      | -               | Kashima   | 3e              | Toninho Cerezo      | 2000   | Stade de Kashima                 | 40 728   | 9                 |
| Yokohama F. Marinos  | -               | Yokohama  | 4e              | Sebastião Lazaroni  | 2001   | Stade Nissan                     | 72 327   | 9                 |
| Cerezo Osaka         | 1995            | Osaka     | 5e              | Akihiro Nishimura   | 2001   | Stade Nagai                      | 50 000   | 7                 |
| Gamba Osaka          | -               | Suita     | 6e              | Kazuhiko Takemoto   | 2001   | Stade commémoratif de l'Expo '70 | 21 000   | 9                 |
| FC Tokyo             | 2000            | Tokyo     | 7e              | Kiyoshi Okuma       | 1994   | Stade Ajinomoto                  | 50 000   | 2                 |
| Shimizu S-Pulse      | -               | Shizuoka  | 8e              | Zdravko Zemunović   | 2000   | Stade du parc Nihondaira         | 20 299   | 9                 |
| Nagoya Grampus Eight | -               | Nagoya    | 9e              | Tetsuro Miura       | 2001   | Stade Toyota                     | 45 000   | 9                 |
| Tokyo Verdy 1969     | -               | Tokyo     | 10e             | Yukitaka Omi        | 2000   | Stade Ajinomoto                  | 50 000   | 9                 |
| Sanfrecce Hiroshima  | -               | Hiroshima | 11e             | Valeri Nepomniachi  | 2001   | Grande Arche d'Hiroshima         | 50 000   | 9                 |
| Avispa Fukuoka       | 1996            | Fukuoka   | 12e             | Nestor Omar Piccoli | 2000   | Level5 Stadium                   | 22 563   | 6                 |
| Vissel Kobe          | 1997            | Kobe      | 13e             | Ryoichi Kawakatsu   | 1999   | Stade du parc Misaki             | 30 132   | 5                 |
| JEF United Ichihara  | -               | Ichihara  | 14e             | Zdenko Verdenik     | 2000   | ZA Oripri Stadium                | 14 051   | 9                 |
| Consadole Sapporo    | 2001            | Sapporo   | 1er             | Takeshi Okada       | 1999   | Dôme de Sapporo                  | 42 122   | 2                 |
| Urawa Red Diamonds   | 2001            | Saitama   | 2e              | Pita                | 2001   | Stade Saitama 2002               | 63 700   | 8                 |

- Tenant du titre et qualifié pour la Coupe d'Asie des clubs champions 2001-2002
- Promu de la J League 2 2000

### Localisation des clubs
| \| Clubs du Grand Tokyo · Kashima Antlers (Ibaraki) · Urawa Red Diamonds (Saitama) · Yokohama F. Marinos (Kanagawa) · FC Tokyo (Tokyo) · JEF United Ichihara (Chiba) · Kashiwa Reysol (Chiba) · Tokyo Verdy 1969 (Tokyo) Grand Tokyo Nagoya Grampus Eight Shimizu S-Pulse Júbilo Iwata Gamba Osaka Vissel Kobe Consadole Sapporo Sanfrecce Hiroshima Avispa Fukuoka Cerezo Osaka \| Localisation des clubs engagés dans le championnat. |
| Clubs du Grand Tokyo · Kashima Antlers (Ibaraki) · Urawa Red Diamonds (Saitama) · Yokohama F. Marinos (Kanagawa) · FC Tokyo (Tokyo) · JEF United Ichihara (Chiba) · Kashiwa Reysol (Chiba) · Tokyo Verdy 1969 (Tokyo) Grand Tokyo Nagoya Grampus Eight Shimizu S-Pulse Júbilo Iwata Gamba Osaka Vissel Kobe Consadole Sapporo Sanfrecce Hiroshima Avispa Fukuoka Cerezo Osaka                                                           |

| Clubs du Grand Tokyo · Kashima Antlers (Ibaraki) · Urawa Red Diamonds (Saitama) · Yokohama F. Marinos (Kanagawa) · FC Tokyo (Tokyo) · JEF United Ichihara (Chiba) · Kashiwa Reysol (Chiba) · Tokyo Verdy 1969 (Tokyo) Grand Tokyo Nagoya Grampus Eight Shimizu S-Pulse Júbilo Iwata Gamba Osaka Vissel Kobe Consadole Sapporo Sanfrecce Hiroshima Avispa Fukuoka Cerezo Osaka |

| Pos | Club                 | Pts | J  | V/EP | N | D/EP | Bp | Bc | Diff |
| --- | -------------------- | --- | -- | ---- | - | ---- | -- | -- | ---- |
| 1   | Júbilo Iwata         | 36  | 15 | 9/4  | 1 | 0/1  | 32 | 12 | +20  |
| 2   | JEF United Ichihara  | 27  | 15 | 7/3  | 0 | 3/2  | 35 | 26 | +9   |
| 3   | Nagoya Grampus Eight | 27  | 15 | 5/5  | 2 | 3/0  | 29 | 20 | +9   |
| 4   | Shimizu S-Pulse      | 26  | 15 | 6/4  | 0 | 3/2  | 28 | 18 | +10  |
| 5   | Gamba Osaka          | 25  | 15 | 7/2  | 0 | 3/3  | 29 | 22 | +7   |
| 6   | Kashiwa Reysol       | 22  | 15 | 6/2  | 0 | 5/2  | 29 | 23 | +6   |
| 7   | Urawa Red Diamonds   | 21  | 15 | 6/1  | 1 | 6/1  | 24 | 22 | +3   |
| 8   | Consadole Sapporo    | 21  | 15 | 6/0  | 3 | 4/2  | 20 | 21 | -1   |
| 9   | FC Tokyo             | 21  | 15 | 5/3  | 0 | 7/0  | 18 | 19 | -1   |
| 10  | Vissel Kobe          | 19  | 15 | 5/1  | 2 | 4/3  | 16 | 20 | -4   |
| 11  | Kashima Antlers      | 18  | 15 | 5/1  | 1 | 5/3  | 21 | 23 | -2   |
| 12  | Avispa Fukuoka       | 14  | 15 | 4/1  | 0 | 8/2  | 13 | 25 | -12  |
| 13  | Sanfrecce Hiroshima  | 13  | 15 | 3/2  | 0 | 8/2  | 25 | 33 | -8   |
| 14  | Cerezo Osaka         | 11  | 15 | 3/0  | 2 | 8/2  | 22 | 31 | -9   |
| 15  | Yokohama F. Marinos  | 11  | 15 | 3/0  | 2 | 7/3  | 13 | 24 | -11  |
| 16  | Tokyo Verdy 1969     | 10  | 15 | 2/2  | 0 | 8/3  | 16 | 31 | -15  |

| Pos | Club                 | Pts | J  | V/EP | N | D/EP | Bp | Bc | Diff |
| --- | -------------------- | --- | -- | ---- | - | ---- | -- | -- | ---- |
| 1   | Kashima Antlers      | 36  | 15 | 10/3 | 0 | 2/0  | 36 | 19 | +17  |
| 2   | Júbilo Iwata         | 35  | 15 | 9/4  | 0 | 2/0  | 31 | 14 | +17  |
| 3   | Sanfrecce Hiroshima  | 24  | 15 | 8/0  | 0 | 7/0  | 36 | 27 | +9   |
| 4   | Shimizu S-Pulse      | 23  | 15 | 5/4  | 0 | 5/1  | 34 | 27 | +7   |
| 5   | JEF United Ichihara  | 23  | 15 | 7/0  | 2 | 6/0  | 25 | 28 | +3   |
| 6   | Nagoya Grampus Eight | 22  | 15 | 7/0  | 1 | 6/1  | 27 | 25 | +2   |
| 7   | Kashiwa Reysol       | 21  | 15 | 6/0  | 3 | 6/0  | 29 | 23 | ++   |
| 8   | FC Tokyo             | 20  | 15 | 5/0  | 5 | 4/1  | 29 | 28 | +1   |
| 9   | Tokyo Verdy 1969     | 20  | 15 | 6/0  | 2 | 5/2  | 22 | 26 | -4   |
| 10  | Yokohama F. Marinos  | 19  | 15 | 4/2  | 3 | 3/3  | 19 | 20 | -1   |
| 11  | Gamba Osaka          | 17  | 15 | 5/0  | 2 | 7/1  | 21 | 26 | -5   |
| 12  | Urawa Red Diamonds   | 15  | 15 | 4/0  | 3 | 5/3  | 20 | 24 | -4   |
| 13  | Vissel Kobe          | 14  | 15 | 3/0  | 5 | 6/1  | 25 | 32 | -7   |
| 14  | Consadole Sapporo    | 13  | 15 | 3/1  | 2 | 7/2  | 23 | 29 | -6   |
| 15  | Avispa Fukuoka       | 13  | 15 | 3/1  | 2 | 6/3  | 22 | 31 | -9   |
| 16  | Cerezo Osaka         | 12  | 15 | 2/3  | 0 | 10/0 | 19 | 39 | -20  |

## Finale
| 2 décembre 2001 | Júbilo Iwata                      | 2 - 2 | Kashima Antlers        |                      |                      |
|                 | Hattori 11e (pen.) · Nakayama 54e |       | 80e Akita · 83e Hirase | Spectateurs : 32 368 | Spectateurs : 32 368 |

| 2 décembre 2001 | Kashima Antlers | 1 - 0 | Júbilo Iwata |                      |                      |
|                 | Ogasawara 100e  |       |              | Spectateurs : 40 115 | Spectateurs : 40 115 |

## Classement Final
| Pos | Club                  | Pts | J  | V/EP | N | D/EP | Bp | Bc | Diff |
| --- | --------------------- | --- | -- | ---- | - | ---- | -- | -- | ---- |
| 1   | Júbilo Iwata          | 71  | 30 | 18/8 | 1 | 2/1  | 63 | 26 | +37  |
| 2   | Kashima Antlers T     | 54  | 30 | 15/4 | 1 | 7/3  | 57 | 42 | +15  |
| 3   | JEF United Ichihara   | 50  | 30 | 14/3 | 2 | 9/2  | 60 | 54 | +6   |
| 4   | Shimizu S-Pulse C S   | 49  | 30 | 11/8 | 0 | 8/3  | 62 | 45 | +17  |
| 5   | Nagoya Grampus Eight  | 49  | 30 | 12/5 | 3 | 9/1  | 56 | 45 | +11  |
| 6   | Kashiwa Reysol        | 43  | 30 | 12/2 | 3 | 11/2 | 58 | 46 | +12  |
| 7   | Gamba Osaka           | 42  | 30 | 12/2 | 2 | 10/4 | 50 | 48 | +2   |
| 8   | FC Tokyo              | 41  | 30 | 10/3 | 5 | 11/1 | 47 | 47 | 0    |
| 9   | Sanfrecce Hiroshima   | 37  | 30 | 11/2 | 0 | 15/2 | 61 | 60 | +1   |
| 10  | Urawa Red Diamonds P  | 36  | 30 | 10/1 | 4 | 11/4 | 44 | 46 | -2   |
| 11  | Consadole Sapporo P   | 34  | 30 | 9/1  | 5 | 11/4 | 43 | 50 | -7   |
| 12  | Vissel Kobe           | 33  | 30 | 8/1  | 7 | 10/4 | 41 | 52 | -11  |
| 13  | Yokohama F. Marinos L | 30  | 30 | 7/2  | 5 | 10/6 | 32 | 44 | -12  |
| 14  | Tokyo Verdy 1969      | 30  | 30 | 8/2  | 2 | 13/5 | 38 | 57 | -19  |
| 15  | Avispa Fukuoka        | 27  | 30 | 7/2  | 2 | 14/5 | 35 | 56 | -21  |
| 16  | Cerezo Osaka          | 23  | 30 | 5/3  | 2 | 18/2 | 41 | 70 | -29  |

|  | Qualification pour la Ligue des champions de l'AFC 2002-2003                                                                                             |
|  | Qualification pour le tour préliminaire de la Ligue des champions de l'AFC 2002-2003                                                                     |
|  | Reléguer en J League 2 2002 |
|  | T : Tenant du titre C : Vainqueur de la Coupe de l'Empereur 2001 L : Vainqueur de la Coupe de la Ligue 2001 S : Vainqueur de la Supercoupe du Japon 2001 |

## Récompenses individuelles

### Classement des buteurs
| Rang | Nom           | Nationalité  | Équipe               | Buts |
| 1    | Will          | Brésil       | Consadole Sapporo    | 24   |
| 2    | Choi Yong-soo | Corée du Sud | JEF United Ichihara  | 21   |
| 2    | Uéslei        | Brésil       | Nagoya Grampus Eight | 21   |
| 4    | Amaral        | Brésil       | FC Tokyo             | 17   |
| 4    | Nino Bule     | Croatie      | Gamba Osaka          | 17   |

## Parcours continental des clubs
Le parcours des clubs japonais en Ligue des champions de l'AFC est important puisqu'il détermine le coefficient AFC japonais, et donc le nombre de clubs japonais présents dans la compétition les années suivantes.
| Club            | Compétition                      | Résultat        | Ultime(s) adversaire(s) | Ultime(s) adversaire(s) | Ultime(s) adversaire(s) |
| --------------- | -------------------------------- | --------------- | ----------------------- | ----------------------- | ----------------------- |
| Kashima Antlers | Coupe d'Asie des clubs champions | Phase de Groupe | Suwon Samsung Bluewings | FC Séoul                | Dalian Shide            |